# Museo prefetturale di storia culturale di Fukui
Il Fukui Prefectural Museum of Cultural History (福井県立歴史博物館?, Fukui Kenritsu Rekishi Hakubutsukan) è un museo prefettizio di Fukui, in Giappone, dedicato alla storia e alla cultura della prefettura di Fukui. Il museo è stato aperto nel 1984 e riaperto dopo la ristrutturazione nel 2003.